# Patricia Neal
Patricia Neal (Kentucky, 20. siječnja 1926. – Massachusetts, 8. kolovoza 2010.) bila je američka kazališna, televizijska i filmska glumica. Dobitnica je nagrade Oscar u kategoriji "najbolje glumice" za ulogu u filmu "Hud" (1963.)